# Дубина, Николай Фёдорович
Николай Фёдорович Дубина (май 1918, Новопластуновская, Ейский отдел, Кубанская область — 1996, Новопластуновская, Краснодарский край) — советский хозяйственный деятель, Герой Социалистического Труда.

## Биография
Родился в 1918 году в станице Новопластуновская Ейского отдела Кубанской области. Член КПСС с года.
С 1938 года — на хозяйственной работе. В 1938—1978 гг. — красноармеец, участник Великой Отечественной войны, автоматчик, командир отделения роты автоматчиков 615-го стрелкового полка 157-й стрелковой дивизии 1-го и 4-го Украинского фронтов, звеньевой колхоза имени Калинина Павловского района Краснодарского края,
Указом Президиума Верховного Совета СССР от 10 февраля 1949 года присвоено звание Героя Социалистического Труда с вручением ордена Ленина и золотой медали «Серп и Молот».
Умер в станице Новопластуновская в 1996 году.